# Schweizer Cup (Fussball, Männer) 1952/53
Der 28. Schweizer Cup wurde vom 7. September 1952 bis zum 14. Mai 1953 ausgetragen. Sieger war der Verein BSC Young Boys.

## Der Modus
Es wurde im K.-o.-System gespielt. Im Fall eines Gleichstandes zum Ende der Verlängerung wurde das Spiel auf dem Platz der Gastmannschaft wiederholt. Das Finalspiel fand in Bern statt.

## 3. Ausscheidungs-Runde
In der 3. Ausscheidungs-Runde spielten erstmals die Mannschaften der Nationalliga mit: 
| Datum             |                                   | Ergebnis  |                         |
| ----------------- | --------------------------------- | --------- | ----------------------- |
| 26.10.1952, 14:30 | FC Aarau                          | 2:5       | Concordia Basel         |
|                   | AC Bellinzona                     | 2:1       | FC Blue Stars Zürich    |
|                   | US Bienne-Boujean                 | 0:3       | FC Bern                 |
|                   | FC Bulle                          | 1:2       | US Lausanne             |
|                   | SC Burgdorf                       | 1:5       | FC La Chaux-de-Fonds    |
|                   | CA Genève                         | 2:4       | Forward Morges          |
|                   | Étoile-Sporting La Chaux-de-Fonds | 0:3       | FC Thun                 |
|                   | FC Fribourg                       | 6:1       | CS International Genève |
|                   | CS La Tour-de-Peilz               | 2:6       | Urania Genève Sport     |
|                   | FC Lausanne-Sport                 | 10:1      | Vevey-Sports            |
|                   | FC Locarno                        | 9:3       | FC Altdorf              |
|                   | FC Luzern                         | 3:1       | Nordstern Basel         |
|                   | Étoile Sportive FC Malley         | 7:1       | FC Monthey              |
|                   | FC Martigny-Sports                | 1:2       | Servette FC             |
|                   | FC Porrentruy                     | 0:5       | FC Biel-Bienne          |
|                   | FC St. Gallen                     | 6:0       | FC Feuerthalen          |
|                   | Saint-Imier-Sports                | 0:3       | FC Grenchen             |
|                   | FC Schaffhausen                   | 3:2 n. V. | FC Brühl St. Gallen     |
|                   | FC Sierre                         | 2:4       | Cantonal Neuchâtel      |
|                   | FC Solothurn                      | 3:1       | FC Le Locle             |
|                   | FC Turgi                          | 2:1       | BSC Old Boys Basel      |
|                   | FC Wil                            | 3:2       | FC Arbon                |
|                   | FC Winterthur                     | 5:1       | FC Wetzikon             |
|                   | BSC Young Boys                    | 6:2       | FC Olten                |
|                   | Yverdon-Sport FC                  | 0:3       | FC Lengnau              |
|                   | SC Zug                            | 5:1       | FC Mendrisio            |
|                   | FC Zürich                         | 7:2       | FC Baden                |
|                   | FC Lugano                         | 3:3 n. V. | FC Red Star Zürich      |
| 09.11.1952, 14:30 | Young Fellows Zürich              | 3:0       | FC Uster                |
| 16.11.1952, 14:30 | FC Basel                          | 10:0      | Helvetia Bern           |
|                   | FC Chiasso                        | 7:1       | FC Oerlikon             |
| 23.11.1952, 14:30 | SC Kleinhüningen                  | 1:13      | Grasshopper Club Zürich |

### Wiederholungsspiel
| Datum             |           | Ergebnis |                    |
| ----------------- | --------- | -------- | ------------------ |
| 09.11.1952, 14:30 | FC Lugano | 1:0      | FC Red Star Zürich |

### Anmerkung
1. ↑  Forfeit

## 1/16-Finals
| Datum             |                           | Ergebnis  |                      |
| ----------------- | ------------------------- | --------- | -------------------- |
| 23.11.1952, 14:30 | FC Basel                  | 5:0       | FC Thun              |
|                   | FC Chiasso                | 0:1       | AC Bellinzona        |
|                   | FC Grenchen               | 12:0      | FC Turgi             |
|                   | Forward Morges            | 2:4       | Cantonal Neuchâtel   |
|                   | FC Lausanne-Sport         | 2:0       | FC La Chaux-de-Fonds |
|                   | FC Lugano                 | 1:2       | FC St. Gallen        |
|                   | Étoile Sportive FC Malley | 2:3       | FC Biel-Bienne       |
|                   | Servette FC               | 9:0       | US Lausanne          |
|                   | FC Schaffhausen           | 4:3       | FC Locarno           |
|                   | FC Wil                    | 0:2       | FC Luzern            |
|                   | BSC Young Boys            | 5:0       | Concordia Basel      |
|                   | SC Zug                    | 1:2       | FC Zürich            |
|                   | FC Fribourg               | 1:1 n. V. | Urania Genève Sport  |
|                   | FC Solothurn              | 0:0 n. V. | FC Bern              |
|                   | Young Fellows Zürich      | 3:3 n. V. | FC Winterthur        |
| 04.01.1953, 14:30 | Grasshopper Club Zürich   | 2:1       | FC Lengnau           |

### Wiederholungsspiel
| Datum             |                     | Ergebnis  |                      |
| ----------------- | ------------------- | --------- | -------------------- |
| 07.12.1952, 14:30 | FC Bern             | 3:1       | FC Solothurn         |
|                   | Urania Genève Sport | 1:2 n. V. | FC Fribourg          |
|                   | FC Winterthur       | 2:1       | Young Fellows Zürich |

## Achtelfinals
| Datum             |                   | Ergebnis |                         |
| ----------------- | ----------------- | -------- | ----------------------- |
| 04.01.1953, 14:30 | FC Basel          | 4:1      | FC Grenchen             |
|                   | FC Fribourg       | 0:1      | FC Zürich               |
|                   | FC Lausanne-Sport | 5:1      | FC Winterthur           |
|                   | FC St. Gallen     | 2:1      | FC Cantonal Neuchâtel   |
|                   | FC Schaffhausen   | 4:0      | FC Luzern               |
|                   | BSC Young Boys    | 4:0      | AC Bellinzona           |
| 11.01.1953, 14:30 | FC Bern           | 1:3      | Servette FC             |
|                   | FC Biel-Bienne    | 1:6      | Grasshopper Club Zürich |

## Viertelfinals
| Datum             |                   | Ergebnis  |                         |
| ----------------- | ----------------- | --------- | ----------------------- |
| 15.02.1953, 14:30 | FC St. Gallen     | 0:5       | Grasshopper Club Zürich |
|                   | Servette FC       | 4:3 n. V. | FC Basel                |
|                   | FC Lausanne-Sport | 1:1 n. V. | FC Zürich               |
|                   | BSC Young Boys    | 1:1 n. V. | FC Schaffhausen         |

### Wiederholungsspiel
| Datum             |                 | Ergebnis |                   |
| ----------------- | --------------- | -------- | ----------------- |
| 22.02.1953, 14:30 | FC Zürich       | 1:0      | FC Lausanne-Sport |
| 01.03.1953, 14:30 | FC Schaffhausen | 0:2      | BSC Young Boys    |

## Halbfinals
| Datum             |             | Ergebnis  |                          |
| ----------------- | ----------- | --------- | ------------------------ |
| 08.03.1953, 14:30 | Servette FC | 0:1       | Grasshoppers Club Zürich |
|                   | FC Zürich   | 0:0 n. V. | BSC Young Boys           |

### Wiederholungsspiel
| Datum             |                | Ergebnis |           |
| ----------------- | -------------- | -------- | --------- |
| 30.03.1953, 14:30 | BSC Young Boys | 3:0      | FC Zürich |

## Final
Das Finalspiel fand am 6. April 1953 im Stadion Wankdorf in Bern statt.
| Paarung                  | BSC Young Boys – Grasshoppers Club Zürich |
| Ergebnis                 | 1:1 n. V. (1:1, 1:1) |
| Datum                    | 6. April 1953 um 15:00 Uhr |
| Stadion                  | Stadion Wankdorf, Bern |
| Zuschauer                | 38.000 |
| Schiedsrichter           | René Baumberger (Lausanne) |
| Tore                     | 1:0 Meier (16.) 1:1 Hüssy II (30.) |
| BSC Young Boys           | Eich, Flühmann, Casali I, Casali II, Zehnder, Bigler, Bähler II, Häuptli, Grütter, Meier, Sing (31. Alphons Stadler) Cheftrainer: Albert Sing |
| Grasshoppers Club Zürich | Preiss, Neukom, Frosio, Hüssy II, Bouvard, Zappia, Ballaman, Bickel I, Volanthen II, Hagen, Hüssy I Cheftrainer: Willi Treml                  |

### Wiederholungsspiel
| Paarung                  | BSC Young Boys – Grasshoppers Club Zürich                                                                                    |
| Ergebnis                 | 3:1 (1:1) |
| Datum                    | 14. Mai 1953 um 15:00 Uhr |
| Stadion                  | Stadion Wankdorf, Bern |
| Zuschauer                | 25.000 |
| Schiedsrichter           | Maurice Tasca (Genf) |
| Tore                     | 1:0 Bähler II (5.) 1:1 Volanthen II (43.) 2:1 Bähler II (54.) 3:1 Sing (81.)                                                 |
| BSC Young Boys           | Eich, Zehnder, Flückiger, Casali II, Casali I, Bigler, Bähler II, Häuptli, Grütter, Meier, Sing Cheftrainer: Albert Sing     |
| Grasshoppers Club Zürich | Preiss, Neukom, Frosio, Hüssy II, Bouvard, Zappia, Ballaman, Bickel I, Volanthen II, Hagen, Hüssy I Cheftrainer: Willi Treml |